# Competència (biologia)

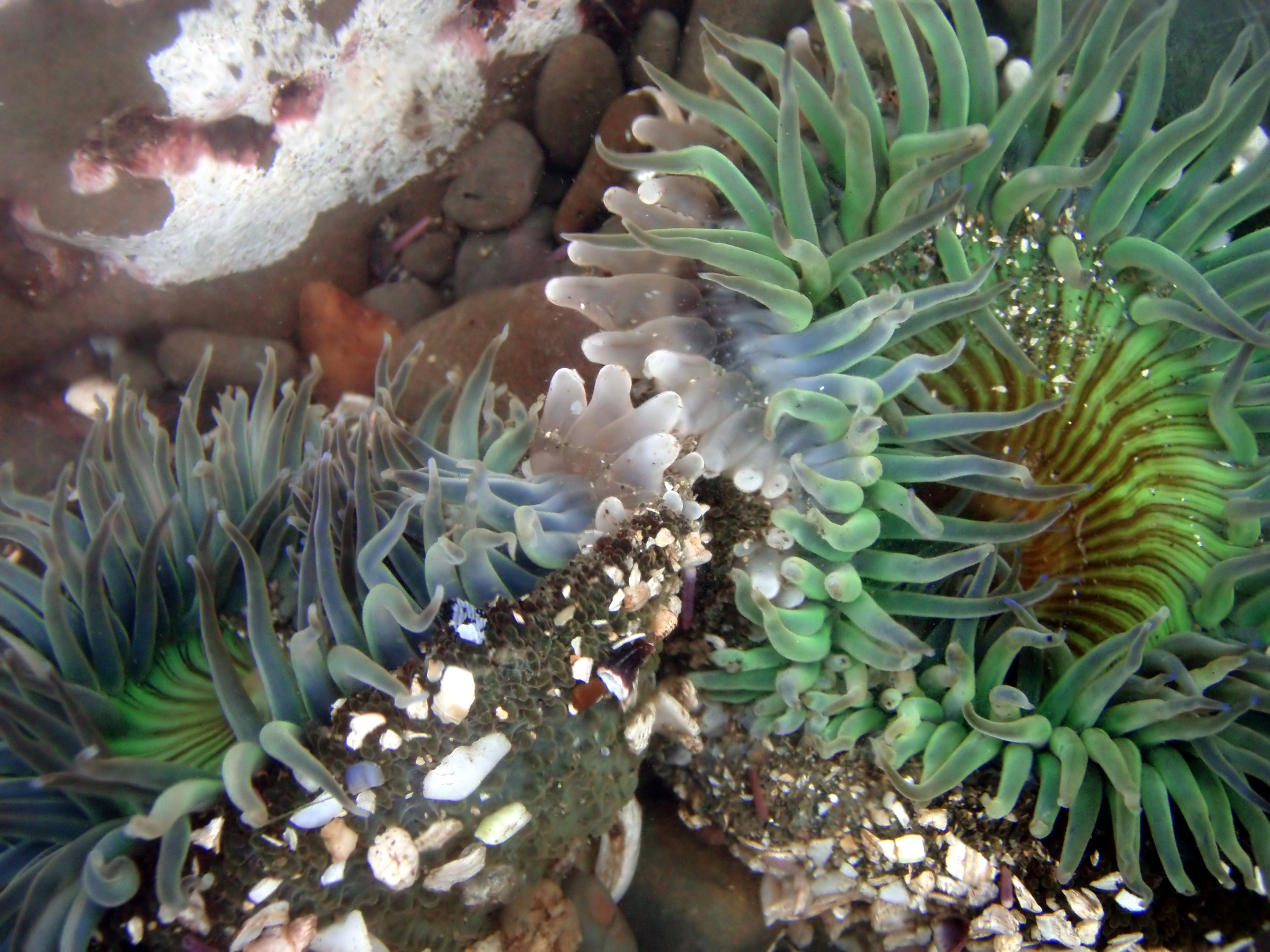
Les anemones de mar competeixen pel territori en els bassals de la marea

La competència és una interacció biològica entre organismes o espècies, en la qual l'aptitud biològica d'un s'abaixa per la presència d'un altre. Cal el subministrament limitat d'almenys un recurs biològic (com l'aliment, l'aigua o el territori) usat pels dos. La competència entre i dins les espècies és un tema important en ecologia, especialment en l'ecologia de la comunitat i és un dels factors que afecten l'estructura de la comunitat ecològica. La competència intraespecífica és dins la mateixa espècie i la interespecífica és la d'entre espècies diferents. La competència no sempre és senzilla i pot ocórrer de forma directa i indirecta.
D'acord amb el principi d'exclusió competitiva, les espècies que perden a la competència pels recursos poden adaptar-se o morir. D'acord amb teoria de l'evolució, aquesta competència dins i entre les espècies pels recursos té un paper fonamental en la selecció natural, però, la competència pot tenir un paper menys important que l'expansió dels grups més grans, com les famílies.

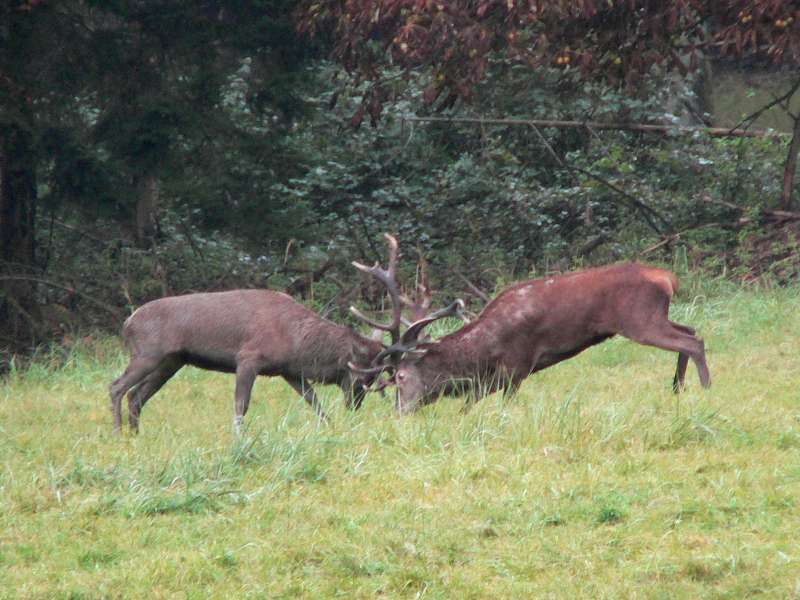
Competència entre mascles de cérvol vermell durant la reproducció, exemple de competència dins la mateixa espècie

Segons el principi d'exclusió mútua si dues espècies tenen exactament el mateix nínxol i estan sempre competint, una desplaçarà l'altra, que haurà d'emigrar o desaparèixer.Això fa que quan una espècie X apareix en un determinat indret, l'espècie Y hi serà absent i a la inversa. Pel mateix principi es produeix una tendència evolutiva lligada al desplaçament de caràcters, segons la qual les espècies tendeixen a diferenciar-se per evitar aquesta competència extrema.

## Competència d'interferències
Durant la competició per interferències, també anomenada competició de concurs, els organismes interactuen directament lluitant per recursos escassos. Per exemple, els pugons grans defensen els llocs d'alimentació de les fulles de populus angustifolia expulsant pugons més petits de llocs millors. La competència mascle-mascle en el cérvol comú durant el zel és un exemple de competència per interferències que es produeix dins d'una espècie.
La competència per interferències es produeix directament entre individus mitjançant l'agressió quan els individus interfereixen amb l'alimentació, la supervivència i la reproducció d'altres, o impedeixen directament el seu establiment físic en una part de l'hàbitat. Un exemple d'això es pot veure entre la formiga Aphaenogaster cockerelli i formigues segadores vermelles, on les primeres interfereixen amb la capacitat de les segones per alimentar-se tapant les entrades del seu colònies amb petites roques. Els Ptilonorrínquids mascles, que creen estructures elaborades anomenades bowers per atreure companys potencials, poden reduir directament la forma física dels seus veïns, robant decoracions de les seves estructures.
En els animals, la competència per interferències és una estratègia adoptada principalment per organismes més grans i forts dins d'un hàbitat. Com a tal, les poblacions amb alta competència d'interferències tenen cicles de generació impulsats pels adults. Al principi, el creixement dels juvenils és frenat pels competidors adults més grans. Tanmateix, una vegada que els joves arriben a l'edat adulta, experimenten un cicle de creixement secundari. de productes bioquímics.
La competència per interferències es pot veure com una estratègia que té un clar cost (lesió o mort) i benefici (obtenció de recursos que haurien destinat a altres organismes). Per tal de fer front a una forta competència per interferències, altres organismes sovint fan el mateix o participen en una competència d'explotació. Per exemple, depenent de la temporada, els mascles de cérvols ungulats més grans són competitius dominants a causa de la competència per interferències. No obstant això, els cervats i els cervatells s'han ocupat d'això mitjançant la partició temporal dels recursos: buscar menjar només quan no hi ha homes adults.

## Competència d'explotació
La competència d'explotació, es produeix indirectament quan els dos organismes utilitzen un factor limitant comú o un aliment compartit. En lloc de lluitar o mostrar un comportament agressiu per guanyar recursos, la competència explotadora es produeix quan l'ús dels recursos per part d'un organisme esgota la quantitat total disponible per a altres organismes. Aquests organismes mai poden interactuar directament, sinó que competeixen responent als canvis en els nivells de recursos. Exemples molt evidents d'aquest fenomen inclouen una espècie diürna i una espècie nocturna que, tanmateix, comparteixen els mateixos recursos o una planta que competeix amb les plantes veïnes per la llum, els nutrients i l'espai per al creixement de les arrels.
Aquesta forma de competició sol recompensar aquells organismes que reclamen primer el recurs. Com a tal, la competència de l'explotació sovint depèn de la mida i els organismes més petits es veuen afavorits, ja que els organismes més petits solen tenir taxes d'alimentació més altes. Com que els organismes més petits tenen un avantatge quan la competència explotadora és important en un ecosistema, aquest mecanisme de competència podria conduir a un cicle de generació impulsat pels juvenils: els juvenils individuals tenen èxit i creixen ràpidament, però un cop maduren, són superats per organismes més petits.
En les plantes, la competència per l'explotació pot ocórrer tant sobre com sota terra. Sobre el sòl, les plantes redueixen l'aptitud dels seus veïnes competint per la llum solar les plantes consumeixen nitrogen en absorbir-lo a les seves arrels, fent que el nitrogen no estigui disponible per a les plantes properes. Les plantes que produeixen moltes arrels solen reduir la nitrogen del sòl a nivells molt baixos, i finalment matant les plantes veïnes.
També s'ha demostrat que la competència per l'explotació es produeix tant dins de les espècies (intraespecífica) com entre diferents espècies (interespecífica). A més, moltes interaccions competitives entre organismes són una combinació de competència d'explotació i interferència, el que significa que els dos mecanismes estan lluny d'excloure mútuament. Per exemple, un estudi recent del 2019 va trobar que l'espècie nativa de trips Frankliniella intonsa era competitivament dominant sobre una espècie de trips invasora Frankliniella occidentalis perquè no només presentava una alimentació més gran (competència explotadora), sinó també una major protecció del temps, els seus recursos (competència d'interferències). Les plantes també poden presentar ambdues formes de competència, no només buscant espai per al creixement de les arrels, sinó també inhibint directament el desenvolupament d'altres plantes mitjançant l'al·lelopatia.

## Competència aparent
La competència aparent es produeix quan dues espècies de preses no relacionades d'altra manera competeixen indirectament per sobreviure mitjançant un depredador. Aquesta forma de La competència normalment es manifesta en noves abundàncies d'equilibri de cada espècie presa. Per exemple, suposem que hi ha dues espècies (espècie A i espècie B), que són presa de les espècies depredadores C amb limitacions d'aliments. Els científics observen un augment de l'abundància de l'espècie A i una disminució de l'abundància de l'espècie B. model de competència aparent, es troba que aquesta relació està mediada pel depredador C; una explosió demogràfica de l'espècie A augmenta l'abundància de l'espècie depredadora C a causa d'una major font d'aliment total. Com que ara hi ha més depredadors, les espècies A i B serien caçades a ritmes més elevats que abans. Així, l'èxit de l'espècie A va ser en detriment de l'espècie B, no perquè competien pels recursos, sinó perquè el seu nombre augmentat va tenir efectes indirectes sobre la població de depredadors.
Aquest model d'un depredador/dues preses ha estat explorat pels ecologistes ja el 1925, però el terme "competència aparent" va ser encunyat per primera vegada per l'ecologista de la Universitat de Florida Robert D. Holt el 1977. Holt va trobar que els ecologistes de camp de l'època atribuïen erròniament interaccions negatives entre les espècies preses a partició de nínxols i exclusió competitiva, ignorant el paper dels depredadors amb limitacions d'aliments.

### Competència aparent i nínxol realitzat
La competència aparent pot ajudar a donar forma al nínxol ecològic d'una espècie, o l'àrea o els recursos que l'espècie pot "en realitat" persistir a causa de les interaccions interespecífiques. L'efecte sobre els nínxols realitzats podria ser increïblement fort, especialment quan no hi ha una interferència més tradicional o una competència explotadora. Un exemple real es va estudiar a finals de la dècada de 1960, quan la introducció de llebres amb raquetes de neu (Lepus americanus) a Terranova va reduir l'abast d'hàbitat de les llebres àrtiques natives (Lepus arcticus). Tot i que alguns ecologistes van plantejar la hipòtesi que això es devia a una superposició en el nínxol, altres ecologistes van argumentar que el mecanisme més plausible era que les poblacions de llebres amb raquetes de neu van provocar una explosió de poblacions de linx amb limitacions d'aliments, un depredador compartit d'ambdues espècies de presa. . Com que la llebre àrtica té una tàctica de defensa relativament més feble que la llebre amb raquetes de neu, van ser excloses de les zones boscoses a causa de la depredació diferencial. Tanmateix, tant la competència aparent com la competència d'explotació poden ajudar a explicar la situació fins a cert punt. varietat de sistemes basats en dades isotòpiques i espacials, inclosos ambdós carnívors i petits mamífers.

### Competència aparent asimètrica
La competència aparent pot ser simètrica o asimètrica. La competència aparent simètrica afecta negativament ambdues espècies per igual (-,-), a partir de la qual pot es dedueix que ambdues espècies persistiran. Tanmateix, la competència aparent asimètrica es produeix quan una espècie es veu menys afectada que l'altra. L'escenari més extrem de competència aparent asimètrica és quan una espècie no es veu afectada en absolut per l'augment del depredador, que es pot veure com una forma d'amensalisme (0, -). Els científics conservacionistes han caracteritzat els impactes humans sobre les espècies preses en perill d'extinció com una forma extrema de competència aparent asimètrica, sovint mitjançant introduint espècies depredadores als ecosistemes o subvencions als recursos. Un exemple de competència aparent totalment asimètrica que sovint es produeix a prop dels nuclis urbans són les subvencions en forma d'escombraries o residus humans. A principis dels anys 2000, la població de corb comú (Corvus corax) al desert de Mojave va augmentar a causa de l'afluència d'escombraries humanes, la qual cosa va provocar un efecte negatiu indirecte sobre el desert juvenil. tortugues (Gopherus agassizii). Com a conseqüència d'aquest canvi, la depredació per part d'un depredador de truita compartit augmenta per a l'espinos, però disminueix per a l'esculpí als llacs on les dues espècies coexisteixen en comparació. als llacs en què cada espècie es troba per si mateixa juntament amb els depredadors de truites. Com que compartir depredadors sovint s'uneix a la competència per recursos alimentaris compartits, la competència aparent i la competència de recursos sovint poden interactuar a la natura.

### Competència aparent en el microbioma humà
La competència aparent també s'ha vist dins i sobre el cos humà. El sistema immunitari humà pot actuar com a depredador generalista, i una gran abundància d'un determinat bacteri pot induir una resposta immune, danyant tots els patògens del cos. Un altre exemple d'això són dues poblacions de bacteris que poden suportar un bacteriòfag depredador. En la majoria de situacions, el que és més resistent a la infecció pel depredador compartit substituirà l'altre.
També s'ha suggerit la competència aparent com un fenomen explotable per als tractaments contra el càncer. Els virus altament especialitzats que es desenvolupen per orientar les cèl·lules canceroses malignes sovint s'extingeixen localment abans d'erradicar tot el càncer. Tanmateix, si es desenvolupés un virus que s'adreci tant a cèl·lules hostes sanes com a no saludables fins a cert punt, el gran nombre de cèl·lules sanes suportaria el virus depredador durant el temps suficient per eliminar totes les cèl·lules malignes.

## Competència asimètrica de mida
La competència pot ser simètrica completa (tots els individus reben la mateixa quantitat de recursos, independentment de la seva mida), simètrica de mida perfecta (tots els individus exploten la mateixa quantitat). de recurs per unitat de biomassa), o absolutament mida asimètrica (els individus més grans exploten tot el recurs disponible).
Entre les plantes, l'asimetria de mida depèn del context i la competència pot ser tant asimètrica com simètrica en funció del recurs més limitant. A les rodalies forestals, la competència subterrània pels nutrients i l'aigua és simètrica a la mida, perquè el sistema radicular d'un arbre normalment és proporcional a la biomassa de tot l'arbre. Per contra, la competència sobre el terreny perquè la llum és asimètrica de mida, ja que la llum té direccionalitat, la coberta del bosc està dominada completament pels arbres més grans. Aquests arbres exploten de manera desproporcionada la major part del recurs per a la seva biomassa, fent que la mida de la interacció sigui asimètrica. Si els recursos terrestres o subterranis són més limitants pot tenir efectes importants sobre l'estructura i la diversitat de les comunitats ecològiques; a les fagedes mixtes, per exemple, la competència asimètrica de midaper la llum és un predictor més fort del creixement en comparació amb la competència pels recursos del sòl.

### Intraespecífic
La competència intraespecífica es produeix quan els membres de la mateixa espècie competeixen pels mateixos recursoss en un ecosistema. Un exemple senzill és un rodal de plantes igualment espaiades, que tenen totes la mateixa edat. Com més gran sigui la densitat de les plantes, més plantes estaran presents per unitat de superfície terrestre, i més forta serà la competència per recursos com la llum, l'aigua o els nutrients.

## Interespecífic
La competència interespecífica es pot produir quan els individus de dues espècies separades comparteixen un recurs limitant a la mateixa àrea. Si el recurs no pot suportar ambdues poblacions, la fecunditat, el creixement o la supervivència reduïts poden donar lloc a almenys una espècie. La competència interespecífica té el potencial d'alterar les poblacions, les comunitats i l'evolució de les espècies que interactuen. Un exemple entre els animals podria ser el cas dels guepards i els lleons; com que ambdues espècies s'alimenten de preses similars, es veuen afectades negativament per la presència de l'altra perquè tindran menys aliment, però, encara persisteixen juntes, malgrat la predicció que sota la competència una desplaçarà l'altra. De fet, de vegades els lleons roben preses assassinades pels guepards. Els competidors potencials també es poden matar entre ells, en l'anomenada 'predació intragremial'. Per exemple, al sud de Califòrnia els coiots solen matar i menjar guineus grises i linxs, els tres carnívors compartint la mateixa presa estable (petits mamífers).
Un exemple entre els protozous inclou Paramecium aurelia i Paramecium caudatum. L'ecologista rus, Georgy Gause, va estudiar la competència entre les dues espècies de Paramecium que es va produir com a conseqüència de la seva convivència. Mitjançant els seus estudis, Gause va proposar el Principi d'exclusió competitiva, observant la competència que es donava quan els seus diferents nínxols ecològics es solapaven.
S'ha observat competència entre individus, poblacions i espècies, però hi ha poques evidències que la competència hagi estat el motor de l'evolució dels grans grups. Per exemple, els mamífers van viure al costat dels rèptils durant molts milions d'anys, però no van poder aconseguir un avantatge competitiu fins que els dinosaures van ser devastats per l'esdeveniment d'extinció del Cretaci-Paleogen.

## Estratègies evolutives
En contextos evolutius, la competència està relacionada amb el concepte de teoria de la selecció r/K, que es relaciona amb la selecció de trets que promouen l'èxit en entorns particulars. La teoria prové del treball sobre la biogeografia insular dels ecologistes Robert MacArthur i E. O. Wilson.
En la teoria de la selecció r/K, es planteja la hipòtesi que les pressions selectives impulsen l'evolució en una de les dues direccions estereotipades: selecció r- o K. Aquests termes, r i K, es deriven de l'àlgebra ecològica estàndard,tal com s'il·lustra a la senzilla equació de Verhulst de la dinàmica poblacional:
{\displaystyle {\frac {dN}{dt}}=rN\left(1-{\frac {N}{K}}\right)\qquad \!}
on r és la taxa de creixement de la població (N), i K és la capacitat de càrrega del seu local entorn ambiental. Típicament, les espècies seleccionades per r exploten els nínxols buits i produeixen molts descendents, cadascun dels quals té una probabilitat relativament baixa de sobreviure fins a l'edat adulta. En canvi, les espècies seleccionades per K són forts competidors en nínxols concorreguts, i inverteix més en molt menys descendència, cadascuna amb una probabilitat relativament alta de sobreviure fins a l'edat adulta.

## Principi d'exclusió competitiva

1: una espècie d'ocell més petita (groga) s'alimenta per tot l'arbre.2: una espècie més gran (vermell) competeix pels recursos.3: vermell domina al mig per als recursos més abundants. El groc s'adapta a nous nínxols, evitant la competència.

Per explicar com conviuen les espècies, l'any 1934 Georgii Gause va proposar el principi d'exclusió competitiva que també s'anomena principi de Gause: les espècies no poden coexistir si tenen el mateix nínxol ecològic. La paraula "nínxol" es refereix als requisits d'una espècie per a la supervivència i la reproducció. Aquests requisits inclouen tant els recursos (com els aliments) com les condicions adequades d'hàbitat (com la temperatura o el pH). Gause va raonar que si dues espècies tinguessin nínxols idèntics (necessitarien recursos i hàbitats idèntics) intentarien viure exactament a la mateixa àrea i competirien pels mateixos recursos. Si això passava, l'espècie que fos la millor competidora sempre exclouria els seus competidors d'aquesta zona. Per tant, les espècies han de tenir almenys nínxols lleugerament diferents per poder coexistir.

## Desplaçament de caràcters

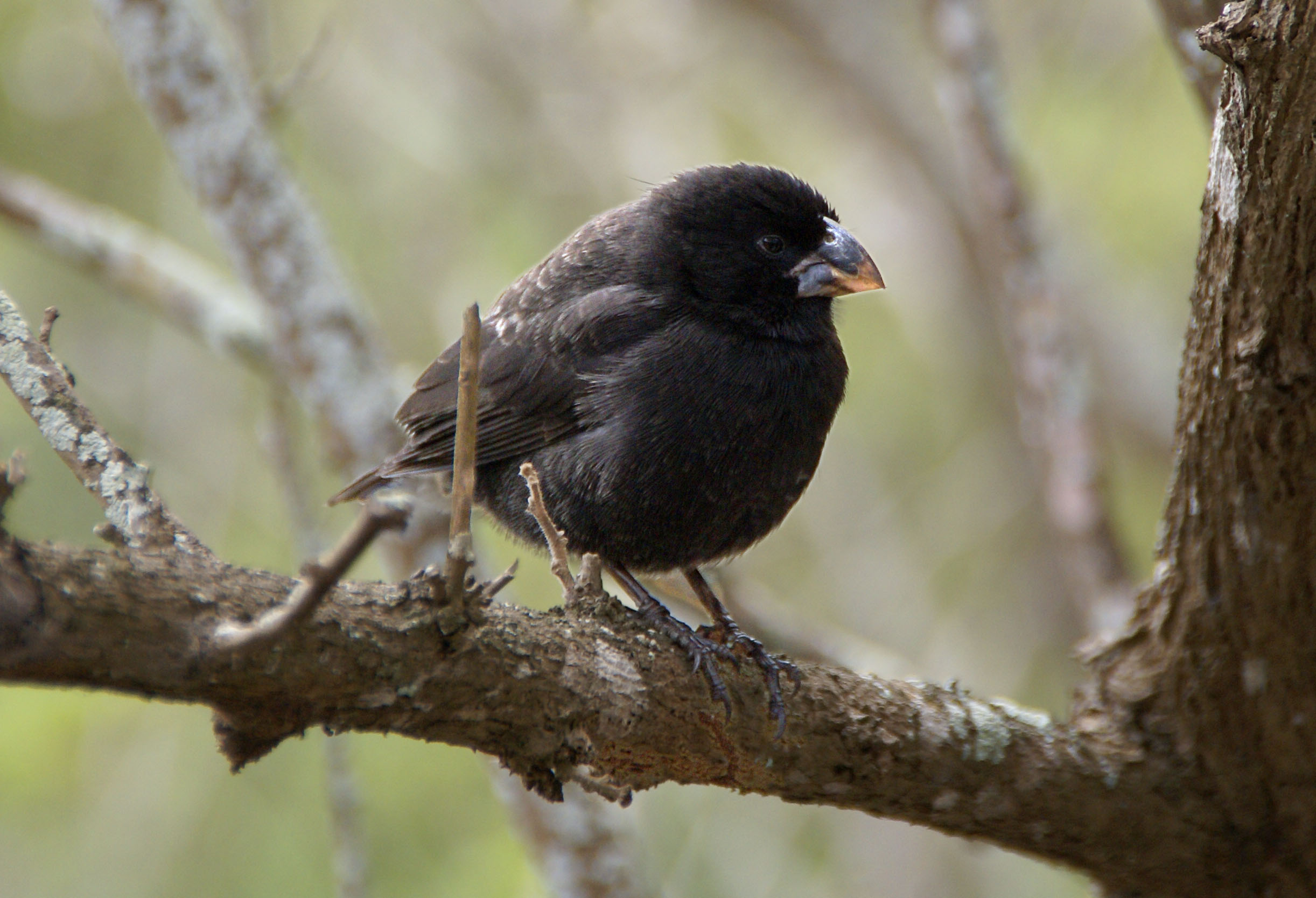
Finçà de terra mitjana (Geospiza fortis) a l'illa de Santa Cruz a les Galàpagos

La competència pot fer que les espècies evolucionin diferències en trets. Això passa perquè els individus d'una espècie amb trets similars a les espècies competidores sempre experimenten una forta competència interespecífica. Aquests individus tenen menys reproducció i supervivència que els individus amb trets que difereixen dels seus competidors. En conseqüència, no aportaran molts descendents a les generacions futures. Per exemple, els pinsans de Darwin es poden trobar sols o junts a les illes Galàpagos. En realitat, ambdues poblacions d'espècies tenen més individus amb bec de mida mitjana quan viuen a illes sense la presència de les altres espècies. Tanmateix, quan les dues espècies estan presents a la mateixa illa, la competència és intensa entre els individus que tenen becs de mida intermèdia d'ambdues espècies perquè tots requereixen llavors de mida intermèdia. En conseqüència, els individus amb bec petit i gran tenen més supervivència i reproducció en aquestes illes que els individus amb bec de mida mitjana. Diferents espècies de pinsans poden coexistir si tenen trets, per exemple, la mida del bec, que els permetin especialitzar-se en recursos concrets. Quan Geospiza fortis i Geospiza fuliginosa estan presents a la mateixa illa, G. fuliginosa tendeix a evolucionar un petit bec i G. fortis un gran bec. L'observació que els trets de les espècies competidores són més diferents quan viuen a la mateixa àrea que quan les espècies competidores viuen en àrees diferents s'anomena desplaçament de caràcters. Per a les dues espècies de pinsans, la mida del bec es va desplaçar: els becs es van fer més petits en una espècie i més grans en l'altra espècie. Els estudis sobre el desplaçament de caràcters són importants perquè proporcionen proves que la competència és important per determinar els patrons ecològics i evolutius a la natura.